# Пюимуассон
Пюимуассо́н (фр. Puimoisson, окс. Puegmeisson) — коммуна во Франции, находится в регионе Прованс — Альпы — Лазурный Берег. Департамент коммуны — Альпы Верхнего Прованса. Входит в состав кантона Рье. Округ коммуны — Динь-ле-Бен.
Код INSEE коммуны — 04157.

## Население
Население коммуны на 2008 год составляло 698 человек.
| 1962 | 1968 | 1975 | 1982 | 1990 | 1999 | 2008 |
| ---- | ---- | ---- | ---- | ---- | ---- | ---- |
| 473  | 508  | 491  | 511  | 511  | 551  | 698  |

## Экономика
В 2007 году среди 390 человек в трудоспособном возрасте (15—64 лет) 256 были экономически активными, 134 — неактивными (показатель активности — 65,6 %, в 1999 году было 67,8 %). Из 256 активных работали 231 человек (127 мужчин и 104 женщины), безработных было 25 (7 мужчин и 18 женщин). Среди 134 неактивных 28 человек были учениками или студентами, 50 — пенсионерами, 56 были неактивными по другим причинам.

## Достопримечательности
- Замок Па-де-Лаваль
- Резиденция командора госпитальеров
- Часовня Нотр-Дам-де-Бельвю
- Приходская церковь Сен-Мишель в готическом стиле (XVI век), исторический памятник
- Ораторий Сен-Мишель, построена после начала эпидемии чумы в 1631 году
- Часовня Сент-Аполлинер (XII век)